# Amolops larutensis
Amolops larutensis е вид жаба от семейство Водни жаби (Ranidae). Видът е незастрашен от изчезване.

## Разпространение
Разпространен е в Малайзия и Тайланд.